# 密教
密教（みっきょう）は、秘密の教えを意味する大乗仏教の中の秘密教で、秘密仏教の略称。金剛乗、金剛一乗教、金剛乗教ともいう。

## 意味と位置づけ
日本では真言宗の東密や天台宗での台密を指すが、インドやチベットにおける同種の仏教思想も含めて総称することもある。仏教学は密教を後期大乗に含めるが、中には後期大乗と密教とを区別しようとする考え方もある。
また、インドにおける大乗仏教から密教への展開過程に関する研究のアプローチについて、真言宗の僧侶・仏教学者である松長有慶は以下の三つに整理している：
1. 大乗仏教と密教をそれぞれ異質なものとして捉える：哲学的側面と実践的側面に分別し、大乗仏教における中観・唯識思想など理論が高度化していく一方で、欠落していた実践の導入として密教を位置づける方法（日本の真言宗など。後述）。
2. 大乗仏教と密教とを同一基盤において捉える：龍樹や提婆が中観思想から後期密教思想に到達したというように、哲学的思索の進展の帰結として密教が登場したと捉える方法（チベット仏教など）
3. 大乗仏教から密教への展開を哲学的な思索の進展に求めず、宗教あるいは純粋に信仰の領域として処理する方法（シャシブサン・ダスグプタ（英語版）、インド・西欧の仏教学者など）。

松長は、このうち3番目の捉え方をもっとも妥当としつつも、「密教」のなかにインド中期密教がほとんど含まれずに議論が行われていることを指摘している。
真言宗においては顕教と対比されるところの教えであるとされる。インド仏教の顕教と密教を継承したチベット仏教においても、大乗を顕教と真言密教とに分ける形で顕密の教えが説かれている。密教の他の用語としては金剛乗（vajrayāna、ヴァジュラヤーナ）、真言乗（mantrayāna、マントラヤーナ）などとも称される。

### 金剛乗という用語
金剛という言葉はすでに部派仏教時代の経論からみられ、部派仏典の論蔵（アビダルマ）の時代から、菩提樹下に於ける釈迦の（降魔）成道は、金剛（宝）座でなされたとする記述がみられるが、金剛乗の語が出現するのは密教経典からである。金剛乗の語は、金剛頂経系統のインド密教を、声聞乗・大乗と対比して、第三の最高の教えと見る立場からの名称であるが、大日経系統も含めた密教の総称として用いられることもあり、欧米でも文献中に仏教用語として登場する。

### 英語における訳語
英語では、欧米の学者によって密教（秘密仏教）にしばしば Esoterism の訳語があてられる。Esoterism とされる理由としては、大別して二通りの解釈が与えられている。第一に密教は、入門儀礼（灌頂）を通過した有資格者以外に示されない教えであること、第二には、言語では表現できない仏の悟りを説いたものだからということが挙げられている。

## 概説
密教は、阿字観に代表される、視覚的な瞑想を重んじ、曼荼羅や法具類、灌頂の儀式を伴う印信や三昧耶形等の象徴的な教えを旨とし、それを授かった者以外には示してはならない秘密の教えとされる。
空海（弘法大師）は『弁顕密二教論』の中で、密教が顕教と異なる点を密教の三原則として以下のように挙げている：
法身説法法身は、自ら説法している。
果分可説仏道の結果である覚りは、説くことができる。
即身成仏この身このままで、仏となることができる。
※しかし密教の経典に「即身成仏」なる単語は一度も出てこない。空海の書いた『即身成仏義』だけが論拠となる。
密教は老若男女を問わず今世（この世）における成仏である即身成仏を説き、伝法灌頂の儀式をもって「瀉瓶（しゃびょう）の如し」と師が弟子に対して教義を完全に相承したことを証し、受者に阿闍梨（教師）の称号と資格を与える。インド密教を継承したチベット密教がかつてラマ教と称されたのは、チベット密教では師資相承における個別の伝承である血脈を重んじ、自身の「根本ラマ」（師僧）に対して献身的に帰依するという特徴を捉えたゆえである。

## インド密教

### 部派仏教
パーリ仏典の長部『梵網経』には、迷信的な呪術や様々な世間的な知識を「無益徒労の明」に挙げて否定する箇所があり、原始経典では比丘が呪術を行うことは禁じられていたが、律蔵においては（世俗や外道で唱えられていた）「治歯呪」や「治毒呪」といった護身のための呪文（護呪）は許容されていた。そうした特例のひとつに、比丘が遊行の折に毒蛇を避けるための防蛇呪がある（これが大乗仏教において発展してできたのが初期密教の『孔雀王呪経』とされる）。密教研究者の宮坂宥勝の考察によれば、本来は現世利益的な民間信仰の呪文とは目的を異にするもので、蛇に咬まれないためには蛇に対する慈悲の心をもたねばならないという趣旨の偈頌のごときものであったとも考えられるが、社会における民衆への仏教の普及に伴って次第に呪術的な呪文へと転じていったのでないかという。
また意味の不明瞭な呪文ではなく、たとえば森で修行をするにあたって（木霊の妨害など）様々な障害を防ぐために慈経を唱える、アングリマーラ経を唱えることで安産を願うなど、ブッダによって説かれた経典を唱えることで真実語（sacca-vacana）によって祝福するという習慣が存在する。こうした祝福や護身のために、あたかも呪文のように経典を読誦する行為は、パーリ仏教系統では「パリッタ」（paritta 護経、護呪）と称され、現代のスリランカや東南アジアの上座部仏教でも数々のパリッタが読誦されている。
インドの錬金術が密教となり、密教は錬金術そのものであったとの仮説があるが、一般的な見解ではないし、また仏教学の研究でも検証されていない。

### 初期密教
呪術的な要素が仏教に取り入れられた段階で形成されていった初期密教（雑密）は、特に体系化されたものではなく、祭祀宗教であるバラモン教のマントラに影響を受けて各仏尊の真言・陀羅尼を唱えることで現世利益を心願成就するものであった。当初は密教経典なるものがあったわけではなく、大乗経典に咒や陀羅尼が説かれていたのに始まる。大乗仏教の代表的な宗派である禅宗では「大悲心陀羅尼」・「消災妙吉祥陀羅尼」等々、日本でも数多くの陀羅尼を唱えることで知られているが、中でも最も長い陀羅尼として有名な「楞厳呪」（りょうごんしゅ）は大乗仏典の『大仏頂首楞厳経』に説かれる陀羅尼であり、中国禅では出家僧の女人避けのお守りともされている。

### 中期密教
新興のヒンドゥー教に対抗できるように、本格的な仏教として密教の理論体系化が試みられて中期密教が確立した。中期密教では、世尊（Bhagavān）としての釈尊が説法する形式をとる大乗経典とは異なり、別名を大日如来という大毘盧遮那仏（Mahāvairocana）が説法する形をとる密教経典が編纂されていった。『大日経』、『初会金剛頂経』（Sarvatathāgatatattvasaṃgraha）やその註釈書が成立すると、多様な仏尊を擁する密教の世界観を示す曼荼羅が誕生し、一切如来からあらゆる諸尊が生み出されるという形で、密教における仏尊の階層化・体系化が進んでいった。
中期密教は僧侶向けに複雑化した仏教体系となった一方で、却ってインドの大衆層への普及・浸透ができず、日常祭祀や民間信仰に重点を置いた大衆重視のヒンドゥー教の隆盛・拡大という潮流を結果的には変えられなかった。そのため、インドでのヒンドゥー教の隆盛に対抗するため、シヴァを倒す降三世明王やガネーシャを踏むマハーカーラ（大黒天）をはじめとして、仏道修行の保護と怨敵降伏を祈願する憤怒尊や護法尊が登場した。

### 後期密教
インドにおいてヒンドゥー教シャークタ派のタントリズムやシャクティ（性力）信仰から影響を受けたとされる、男性原理（精神・理性・方便）と女性原理（肉体・感情・般若）との合一を目指す行も後期密教の特徴である。男性名詞であるため男尊として表される方便と、女性名詞であるため女尊として表される智慧が交わることによって生じる、密教における不二智を象徴的に表す歓喜仏も多数登場した。初期には性ヨーガを実際の女性（マハームドラー）相手に行うこともあったという。そうした性的実践が後期密教にどの時期にいかなる経緯で導入されていったかについてはいくつかの説があるが、仏教学者の津田真一は後期密教の性的要素の淵源として、性的儀礼を伴う「尸林の宗教」という中世インドの土着宗教の存在を仮定した。後にチベットでジョルと呼ばれて非難されることになる性的実践は主に在家の密教行者によって行われていたとも考えられているが、出家教団においてはタントラの中の過激な文言や性的要素をそのまま受け容れることができないため、譬喩として穏当なものに解釈する必要が生じた。しかし、時には男性僧侶が在家女性信者に我が身を捧げる無上の供養としてそれを強要する破戒行為にまで及ぶこともあった。
さらには、当時の政治社会情勢から、イスラム勢力の侵攻によるインド仏教の崩壊が予見されていたため、最後の密教経典である時輪タントラ（カーラチャクラ）の中でイスラムの隆盛とインド仏教の崩壊、インド仏教復興までの期間（末法時代）は密教によってのみ往来が可能とされる秘密の仏教国土・理想郷シャンバラの概念、シャンバラの第32代の王となるルドラ・チャクリン（転輪聖王）、ルドラ・チャクリンによる侵略者（イスラム教徒）への反撃、ルドラ・チャクリンが最終戦争で悪の王とその支持者を破壊する予言、そして未来におけるインド仏教の復興、地上における秩序の回復、世界の調和と平和の到来、等が説かれた。
インド北部におけるイスラム勢力の侵攻・破壊活動によってインドでは密教を含む仏教は途絶したが、後期密教の体系は今日もチベット密教の中に見ることができる。

## チベット密教
チベット仏教は、初期密教から後期密教にいたる密教経典と、それに基づく行法を継承している。チベット仏教の一部では、インド仏教を所作タントラ、行タントラ、瑜伽タントラ、無上瑜伽タントラに分類し、無上瑜伽タントラは後期密教に当たる。
漢地では、モンゴル系の元の朝廷内でチベット系の密教が採用され、支配者階級の間でチベット密教が流行した。漢民族王朝の明においてもラマ僧を厚遇する傾向があったが、満洲民族王朝の清に至って、王室の帰依と保護によってチベット仏教は栄え、北京の雍和宮など多くのチベット仏教寺院が建立された。ただし、漢地におけるチベット仏教の存在が当時の中国人社会にどの程度の影響力を持ったかについては、十分な解明がなされていない。
チベット動乱や、特に文革期に激烈であった中国共産党による宗教弾圧を乗り越えて、チベット自治区やチベット人を中心に、現在もチベット密教の信仰が続いている。文革終了後の中国大陸では、漢人の間でもチベット密教（蔵密）が流行。法輪功問題を契機に気功がブーム終息した頃、チベット密教の行法を信仰から切り離して気功法として行う蔵密気功が各地で宣伝された。台湾の仏教にはチベット密教も伝わっており、清朝末期に創設された西蔵学会もある。モンゴルでは、中世のモンゴル帝国でチベット仏教が国教であった流れから、現在までチベット密教の信仰が続いている。カンボジアのアンコール朝にも密教は伝来しており、密教で用いられる祭具や、特にヘーヴァジュラを象った銅像や祭具が出土している。
欧米での展開も起き、チベットにおける1950年から1951年のチベット侵攻から1959年のチベット動乱という大混乱の後は、ダライ・ラマ14世をはじめとする多くのチベット僧がチベット国外へと出て活動したことにより、ヨーロッパや米国で広範囲に布教がなされるようになり、欧米の思想界にもさまざまな影響を与えた。アメリカ合衆国ニューヨークでは、ダライ・ラマ14世と親交のあるロバート・サーマンにより1987年にチベットハウスが設立・運営され、チベット密教も含めチベットの思想や文化が広報されている。その経緯から、欧米諸国で Esoteric Buddhism と言う場合には、主にチベット密教を指す。

## 漢字圏の密教
中国においては、南北朝時代から、数は限られているものの初期の密教経典が翻訳され、紹介されていた。3世紀には呉の支謙により『華積陀羅尼神呪経』が翻訳されるなど、西域方面から伝来した仏典の中に初期の密呪経典が含まれていた。東晋の時代には格義仏教が盛んであったが、同時に降雨止雨経典などの呪術的な密教教典も伝訳された。これらは除災や治病といった現世利益を仏教に対し求める民衆の期待と呼応していたとも考えられる。その後、唐代に入り、インドから来朝した善無畏や中国人の弟子の一行が『大日経』の翻訳を行い、さらにインド僧の金剛智と弟子の不空（諸説あるが西域出身のインド系帰化人であったと言われる）が『金剛頂経』系密教を紹介することで、インドの代表的な純密経典が初めて伝えられた。こうして、天台教学をはじめとした中国人による仏教思想が大成した時代背景において、それ以前の現世利益的密教とは異なった、成仏を意図したインド中期密教が本格的にもたらされ、その基礎の上に中国の密教が確立し受容されるに至った。仏教を護国思想と結びつけた不空は唐の王室の帰依を得、さまざまな力を得て、中国密教の最盛期をもたらすことになった。
その後、密教は武宗が大規模に行った会昌の廃仏の打撃を被り、円仁らが中国に留学した頃は、相応の教勢を保っていたとみられるが、唐朝の衰退とともに教勢も弱まっていった。北宋になって密教も復興し、当時の訳経僧であった施護はいくつかの後期密教経典も翻訳したが、見るべき発展はなかった。以後、唐密教の伝統は歴史の表舞台からほぼ消失し、中国密教は次第に道教等と混淆しながら民間信仰化していったともみられる。その一方で遼や西夏でも密教が行われた。殊に西夏では漢伝の密教とチベット仏教が混ざり合っていたことが残された史料から窺われる。
密教研究者の頼富本宏は唐密教衰退後の中国密教を後期中国密教と呼び、以下の形態の密教が存在したことを想定している。
- 宋代に漢訳された後期密教経典に基づく密教。この形態の密教が中国で実際に広く行われた形跡はないとされる。
- 密教の民間信仰化。一例として台湾や東南アジアの華人社会に今も伝わる瑜伽焔口という施餓鬼法要が挙げられる。
- 元朝や清朝において統治者が庇護・奨励し、主に上層階級に信仰されたチベット仏教における密教。

中国密教（唐密）における明代や清代の資料の幾つかは、『卍蔵経』や『卍続蔵経』にも収められている。
- 『准胝懺願儀梵本』、呉門聖恩寺沙門弘壁
- 『准提集説』、瑞安林太史任増志
- 『准提簡易持誦法』、四明周邦台所輯
- 『准胝儀軌』、項謙
- 『大准提菩薩焚修悉地懺悔玄文』、夏道人

唐代に盛んであった中期密教を唐密宗（唐密：タンミィ）または漢伝密教（漢密）と呼ぶ。清代以降の禅や浄土教の台頭、現世利益や呪術の面でライバルであった道教に押されて中国では衰退・途絶し、日本密教（東密）の逆輸入も行われた。上海市の静安寺にみられるように日本の真言宗（東密）との交流を通じて唐密宗の復興を試みる新しい動きもある。

### 日本の密教

#### 密教の伝来
日本で密教が公の場において初めて紹介されたのは、唐から帰国した伝教大師最澄によるものであった。当時の皇族や貴族は、最澄が本格的に修学した天台教学よりも、現世利益を重視する密教、来世での極楽浄土への生まれ変わりを約束する浄土教（念仏）に関心を寄せたが、天台教学が主であった最澄は密教を本格的に修学していたわけではなかった。
本格的に日本へ伝来されることになるのは、唐における密教の拠点であった青龍寺において密教を本格的に修学した空海（弘法大師）が806年に日本に帰国してからであった。日本に伝わったのは中期密教で、唐代には儒教の影響も強かったので後期密教はタントラ教が性道徳に反するとして唐では受け入れられなかったという説もある。

#### 密教の宗派

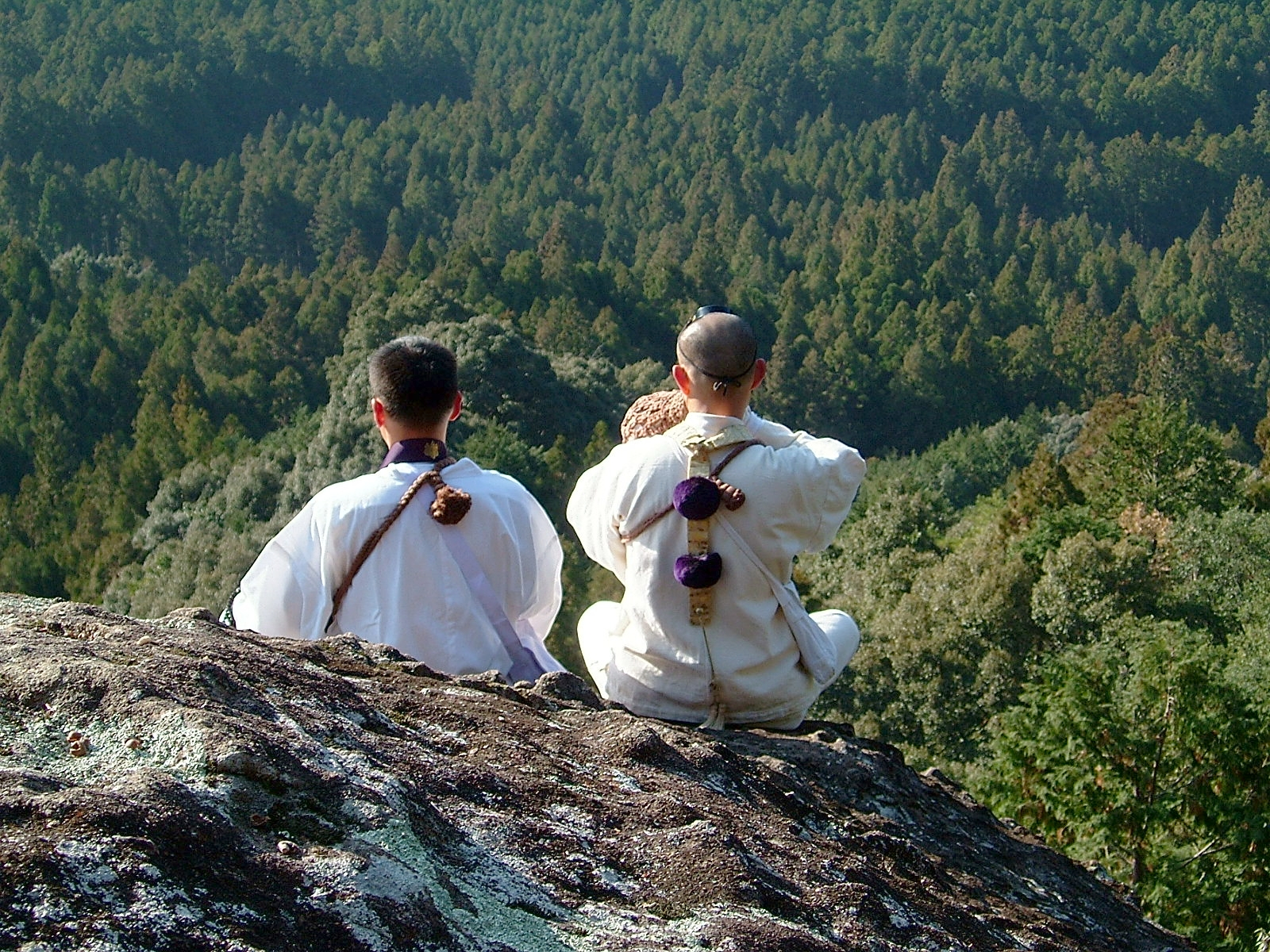
日本の密教は霊山を神聖視する在来の山岳信仰とも結びつき、修験道など後の神仏習合の主体ともなる。熊野で修行中の山伏。

日本密教の伝統的な宗派としては、空海が唐の青龍寺恵果に受法して請来し、真言密教として体系付けた真言宗（即身成仏と鎮護国家を二大テーゼとしている）と、最澄によって創始され、円仁、円珍、安然らによって完成された日本天台宗の継承する密教に分類される。真言宗が密教専修であるのに対し、天台宗は円（法華経）・密（密教）・禅（止観）・戒（大乗戒)の四宗を兼ねるとか、八宗兼学の教えと言われる。天台宗における基本的なスタンスは、密教と顕教である法華経を同等の立場に置く「顕密一致」であり、この点で真言宗とは異なる。真言宗は東密とも呼ばれ、日本天台宗の密教は台密とも呼ばれる。東密とは「東寺（教王護国寺）の密教」、台密は「天台宗の密教」の意味である。この体系的に請来されて完成された東密、台密を純密（じゅんみつ）というのに対し、純密以前に断片的に請来され信仰された奈良時代に見る密教を雑密（ぞうみつ）という。
日本の密教は、空海、最澄以前から存在した霊山を神聖視する在来の山岳信仰とも結びつき、修験道などの神仏習合の主体ともなった。各地の寺院・権現に伝わる山岳曼荼羅には、それらや浄土信仰の影響が認められる。

#### 近世の戒律復興運動
天台宗の豪潮は、長崎の出島で中国僧から直接、中国密教と出家戒や、大系的な戒律である小乘戒・大乘戒・三昧耶戒を授かり、欣子内親王や徳川斉朝の帰依を受け、「準提法」（准胝観音法）を広めて多くの弟子を養成した。豪潮の遺した『準提懺摩法 全』は明朝の資料と内容が一致する。
同時代の高僧としては、如法真言律を提唱した霊雲寺の浄厳覚彦や、正法律を唱えた慈雲が挙げられる。

## 「密教」のその他の用法
密教という言葉を秘密宗教として広義に捉え、神秘的な宗教の総称として用いる場合もある。たとえば、ユダヤ人の神智学的伝統であるカバラをユダヤの密教と表現する場合がある（秘教も参照のこと）。秘密の儀礼（密儀）を旨とする古代地中海地域の諸宗教（オルフェウス教、ミトラス教など）の総称としては、一般に密儀宗教（みつぎしゅうきょう）が用いられる。
明治以降、真言密教・修験道の気合術を医療技術に活かした浜口熊嶽、武術に活かした大東流合気柔術の創始者武田惣角がいる。明治20年代、武田が修行した合気法はヨーガ・チャクラの呼吸で、『武田惣角一代記』に空海の念力護摩が３回も紹介されている。